# Genoteca
Una genoteca (library en inglés) es una colección de clones cada uno de los cuales contiene un vector al que se le ha insertado un fragmento de ADN derivado del ADN o el ARN totales de la célula o tejido. Con el tamaño suficiente, la colección de clones debería contener, teóricamente, todas las secuencias existentes en la fuente original de ADN, es decir, debería contener muestras de todo el ADN del organismo. Es posible buscar en la genoteca un clon con un fragmento de ADN de interés mediante métodos sensibles de detección capaces de detectar dicho fragmento entre millones de clones diferentes.
Entre los usos que se le pueden dar a una genoteca están:
- El aislamiento de secuencias y genes: punto de partida para el estudio molecular.
- La conservación del genoma: la excepcionalidad de una muestra biológica aconseja conservar su material genético (restos arqueológicos, especies en extinción, individuos con patologías únicas).
- Estudio de la secuencia genómica: los métodos clásicos de secuenciación de DNA implicaban la [clonación]] del genoma completo a secuenciar. El desarrollo a partir de finales de la década de 2000 de métodos de secuenciación de alto rendimiento o "next-generation" (ver Secuenciación del ADN) permite prescindir de la generación previa de una genoteca.

## Genotecas genómicas
Una genoteca genómica es un tipo útil de genoteca que contiene fragmentos del ADN genómicos generados mediante la digestión parcial con cantidades limitantes de una enzima de restricción la cual efectúa cortes en determinados sitios con una frecuencia elevada en el genoma. Como consecuencia, se produce una digestión parcial del ADN, de modo que sólo tiene lugar la fragmentación de unos cuantos sitios de restricción, quedando el resto intacto.
Se genera así una colección de fragmentos superpuestos con una longitud idónea para la clonación en un vector de clonación. Tras ligar el vector y el fragmento de ADN, se introduce en una célula huésped.
La cantidad de clones que se necesitan para generar una genoteca que cubra el genoma entero dependerá del tamaño de dicho genoma y del tamaño de los trozos de ADN obtenidos. Por tanto, para saber el número de clones que necesitamos usamos dos parámetros:
N.º clones = Tamaño genoma/tamaño medio del fragmento x N.º de clones con el mismo inserto
Para reducir la posibilidad de que al usar las enzimas de restricción algún gen de interés se corte por la mitad, se tiene más de un clon con el mismo fragmento. Por esto, se multiplica por el número de clones que tengan el mismo fragmento.

## Genotecas de ADN copia (ADNc)
Una genoteca de ADN copia es un tipo de genoteca que contiene copias de ADN copia de la población de ARN mensajero presente en un determinado tejido. Este tipo de genoteca tiene varias ventajas:
- El clon obtenido contiene solamente los exones de un gen, y por lo tanto es una representación directa de la secuencia codificante de un gen, sin los intrones ni otras secuencias promotoras. Esto se convierte en una desventaja en caso de querer estudiar estas zonas.
- Los diversos conjuntos de ADNc que representan los transcritos de un único gen pueden presentar diferencias entre sí, indicando que se están usando promotores o sitios de poliadenilación alternativos, o bien que se está produciendo un corte y empalme en sitios diferentes («splicing alternativo»), de manera que algunos exones pueden quedar incluidos o excluidos en algunos transcritor.
- El uso de una fuente específica de ARNm permite crear una genoteca con una buena fuente de clones para genes de los que se sabe que se expresan de manera preferente o exclusiva en un determinado tipo de tejido.

Sin embargo, el ADNc no proporciona indicación alguna acerca del tamaño o el número de los exones ni de la secuencia de los lugares de empalme 3' y 5'.
La clonación del ADNc se basa en la acción de la transcriptasa inversa, una ADN polimerasa dependiente de ARN derivada de retrovirus, que puede sintetizar la cadena de ADN complementaria a una plantilla de ARN. Tras esto, esta cadena única de ADNc se usa como plantilla para la ADN polimerasa que convierte la molécula de cadena única en otra de cadena doble. Entonces, esta molécula de ADN bicatenario es ligada en un vector apropiado para crear una genoteca de ADNc representativa de todos los transcritos originales de ARNm que se encuentran en una célula o tejido original. Algunos vectores hábilmente construidos, llamados vectores de expresión, contienen señales de transcripción y de traducción adyacentes al lugar de inserción del ADNc, haciendo posible la transcripción y traducción en bacterias, hongos o células en cultivo, de una molécula de ADNc de longitud completa para poder así producir la proteína que codifica.